# Pasquale Loseto
Pasquale Loseto (Bari, 12 giugno 1945) è un allenatore di calcio ed ex calciatore italiano, di ruolo difensore.

## Carriera

### Giocatore
Ha disputato 26 incontri nel campionato di Serie A 1969-1970 nelle file del Bari.

Loseto (a sinistra) al Bari nel 1970, in contrasto sul cagliaritano Riva.

Ha inoltre totalizzato 131 presenze e 2 reti in Serie B con le maglie di Bari (con cui ha ottenuto due promozioni, nei cadetti nell'annata 1966-1967 e in Serie A nell'annata 1968-1969), Pescara (il campionato 1973-1974 con cui ha ottenuto la promozione in Serie B), Lecce (i due campionati 1974-1975 e 1975-1976, con cui ha ottenuto una promozione in Serie B e una Coppa Italia Semiprofessionisti).
Ha chiuso la carriera da calciatore vestendo la casacca del Monopoli nel biennio 1977-1979, con cui ha ottenuto una promozione in Serie C2 nel 1978.

### Allenatore
Dal 1979 al 1994 ha guidato le squadre giovanili del Bari, Primavera, Berretti e Allievi Nazionali. Nella stagione 1994-1995 ha allenato la Battipagliese in Serie C2, venendo esonerato dopo sole sette giornate, mentre nella stagione 2000-2001 ha guidato per un breve periodo il Bisceglie in Eccellenza pugliese. Nel campionato 2007-2008 è subentrato sulla panchina del Noicattaro in C2.

## Palmarès

### Giocatore

#### Competizioni nazionali
- Campionato italiano Serie C: 3

Bari: 1966-1967 (girone C)
Pescara: 1973-1974 (girone C)
Lecce: 1975-1976 (girone C)
- Coppa Italia Semiprofessionisti: 1

Lecce: 1975-1976

#### Competizioni internazionali
- Coppa Italo-Inglese Semiprofessionisti: 1

Lecce: 1976